# Боуфал, Евгений Станиславович
Евгений Станиславович Боуфал (20 февраля 1886 — 23 января 1972) — русский офицер, герой Первой мировой войны, участник Белого движения.
Из дворян. Сын офицера.
Окончил Владимирский Киевский кадетский корпус (1903) и Михайловское артиллерийское училище (1905), откуда выпущен был подпоручиком в 19-ю артиллерийскую бригаду. Произведен в поручики 29 августа 1908 года, в штабс-капитаны — 31 августа 1912 года. Окончил Офицерскую гимнастическо-фехтовальную школу.
28 апреля 1914 года переведен в 4-й стрелковый артиллерийский дивизион, с которым и вступил в Первую мировую войну. 29 февраля 1916 года переведен в 4-ю стрелковую артиллерийскую бригаду. Произведен в капитаны 19 марта 1916 года «за отличия в делах против неприятеля». Приказом армии и флоту от 4 марта 1917 года капитан Боуфал был пожалован Георгиевским оружием
За то, что в бою 25 мая 1916 года у д. Горазджа, заняв со взводом позицию и выбрав наблюдательный пункт вблизи от окопов противника и на линии наших цепей, под действительным ружейным и артиллерийским огнем неприятеля мужественно корректировал стрельбу взвода и тем способствовал стрелкам занятию кладбища с.-з. деревни. В дальнейшем — содействовал быстрыми переездами на открытые позиции преследованию врага, а равно и взятию г. Луцка.
и удостоен ордена Святого Георгия 4-й степени
За то, что в бою 6 июня 1916 года у м. Киселина, командуя батареей и заняв наблюдательный пункт впереди стрелковых цепей, под ружейным, пулеметным и артиллерийским огнем противника, решительно остановил огнем батареи натиск превосходных сил противника и в продолжение нескольких часов отражал настойчивые попытки германцев переправиться через р. Стоход, чем дал возможность своей пехоте занять новую позицию и на ней устроиться.
27 апреля 1917 года произведен в подполковники, со старшинством с 18 января 1917 года и с назначением командиром батареи 4-й стрелковой артиллерийской бригады.
В Гражданскую войну участвовал в Белом движении на Юге России. В марте 1919 года — в Отдельной Одесской стрелковой бригаде Добровольческой армии. С 28 мая 1919 года полковник Боуфал был назначен командиром 7-й артиллерийской бригады ВСЮР. Участвовал в Бредовском походе. С 2 марта 1920 года был назначен командиром 4-й стрелковой артиллерийской бригады, в которую была переименована 7-я артиллерийская бригада. В Русской армии до эвакуации Крыма. На 18 декабря 1920 года — в управлении 5-го артиллерийского дивизиона в Галлиполи.
В эмиграции в Югославии. В годы Второй мировой войны служил в Русском корпусе. После войны переехал в США. Состоял председателем объединения Железных стрелков. Скончался в 1972 году в Нью-Йорке. Был женат, имел дочь.

## Награды
- Орден Святого Станислава 2-й ст. с мечами (ВП 11.02.1915)
- Орден Святого Владимира 4-й ст. с мечами и бантом (ВП 21.05.1915)
- Орден Святой Анны 2-й ст. с мечами (ВП 5.10.1916)
- Георгиевское оружие (ПАФ 4.03.1917)
- Орден Святого Георгия 4-й ст. (ПАФ 4.03.1917)